# TK-5
La carretera prefectural 5 (東京都道5号新宿青梅線, Tōkyōto-dō 5-gō Shinjuku Ōme-sen), també anomenada línia Shinjuku-Ōme, és una carretera prefectural de primera classe construïda i administrada pel Govern Metropolità de Tòquio. Com el seu propi nom indica, la carretera connecta el districte especial de Shinjuku amb el municipi d'Ōme.
Durant el seu recorregut, la carretera rep diversos noms com ara "carrer Meiji" (明治通り, Meiji dōri) a Shinjuku, "carrer Yasukuni" (靖国通り, Yasukuni dōri) també a un tros de Shinjuku i "carretera d'Ōme" (青梅街道, Ōme kaidō) entre Shinjuku i el municipi d'Ōme, l'última secció del recorregut. Entre Shinjuku i Higashi-Murayama, el traçat de la carretera discorre paral·lel a la TK-4 o carretera de Tòquio-Tokorozawa i per això la TK-5 també rep el nom de "nova carretera d'Ōme" (新青梅街道, Shin Ōme kaidō).
El traçat total de la carretera prefectural 5 o TK-5 té una llargària de 98,952 quilòmetres.
El recorregut de la TK-5 comença al centre urbà del districte especial de Shinjuku i, des d'allà, continua cap a l'oest fins a arribar al districte especial de Nakano. Des d'allà, la carretera continua avançant cap a l'oest fins a arribar al districte especial de Suginami. Ja a Suginami, la carretera gira cap al nord, vers el districte especial de Nerima. Des de Nerima, el traçat continua cap a l'oest arribant al municipi de Nishi-Tōkyō. Des d'allà, la carretera comença una direcció cap al nord-oest passant pels municipis de Higashi-Kurume i Higashi-Murayama. Fins ací, el traçat de la TK-5 i la TK-4 eren idèntics. Després, el recorregut baixa un poc cap al sud passant pel municipi de Kodaira, per a continuar ara cap al nord-oest pels municipis de Higashi-Yamato, Musashi-Murayama i Mizuho. Finalment, la carretera arriba al municipi d'Ōme, punt final del trajecte de la carretera.